# Tamás Dezső
Tamás Dezső (Alsóbarbatyeniszkrony, 1901. május 16. – Temesvár, 1958. szeptember 1.) tisztviselő, akit a Szoboszlay Aladár vezette összeesküvésben való részvételéért kivégeztek.

## Élete

### Részvétele a Szoboszlay-féle összeesküvésben
1956 januárjában kapcsolódott be az ellenállási mozgalomba, testvéröccse, Tamás Imre révén. Tamás Dezső is támogatta a demokratikus rendszer visszaállításának tervét. Nős volt, két gyermek édesapja, Csíksomlyón lakott és az ottani pénzügyigazgatóságnál dolgozott.
Az első, augusztusi államcsínykísérlet idején az ő feladata lett volna Brassóban kirobbantani a fegyveres felkelést, és a brassói munkásokkal Bukarestbe kellett volna utaznia, ahol részt kellett volna vegyen a rádió és egyéb kulcsépületek elfoglalásában. A rossz szervezés miatt azonban nem került sor erre. A következő államcsínykísérlet idejét októberre tették, azonban most sem került sor a fegyveres felkelés kirobbantására. Időközben a Securitate felgöngyölítette a szervezkedést és 1957. november 24-én letartóztatták. Eredetileg 21. rendű vádlott volt, de mivel a Securitate alapos házkutatást tartott Tamásék lakásán és egy pisztolyra, valamint egy levente puskára bukkant, 5. rendű vádlott lett.
A kolozsvári Harmadik Hadtest hadbírósága Macskási Pál elnökletével 1958. május 30-án golyó általi halálra és teljes vagyonelkobzására ítélte hazaárulás vádjával. Az ítéletet szeptember 1-jén hajtották végre a Securitate temesvári börtönében.